# Wiske (rivière)
Pour les articles homonymes, voir Wiske.
 (juillet 2014).
Si vous disposez d'ouvrages ou d'articles de référence ou si vous connaissez des sites web de qualité traitant du thème abordé ici, merci de compléter l'article en donnant les références utiles à sa vérifiabilité et en les liant à la section « Notes et références ».
La rivière Wiske est un affluent de la rivière Swale dans le Yorkshire du Nord, donc un sous-affluent de la Trent, par l'Ure et l'Ouse du Yorkshire. La Wiske donne son nom à plusieurs villages qu'elle traverse.

## Étymologie
Le nom « Wiske » est dérivé du mot d'anglais ancien « Uisge », signifiant l'« eau ».